# Leo Lionni
Leo Lionni (Amsterdam, 5 de maig de 1910 - Radda in Chianti, Toscana, 11 d'octubre de 1999) va ser un important dissenyador gràfic, pintor i il·lustrador i de llibres infantils.

## Biografia
Va néixer a Amsterdam, fill d'un modest polidor de diamants d'origen italià. Mentre va ser nen va rebre la influència del seu oncle Piet, un pintor amb un estil de vida bohèmia, que el va posar en contacte amb el món de l'art. A més, també la seva mare tenia formació artística com a cantant d'òpera. La seva vida va transcórrer per diversos llocs: el 1925 ell i la seva família van traslladar-se a Gènova, on després de dos anys a la Universitat de Zúric, va obtenir el doctorat en Economia Política. Tot i la seva carrera universitària, mai va abandonar la seva activitat paral·lela com a pintor i dissenyador. El 1939 va emigrar als Estats Units, on va treballar com a director d'art en diverses publicacions periòdiques. El 1945 va obtenir la nacionalitat estatunidenca. I el 1962 va tornar a Itàlia per iniciar de manera definitiva la seva vida com a artista independent.

## Obra
Des de finals dels anys cinquanta va publicar diversos llibres infantils, en general de tècnica senzilla, com la taca de color o els collage d'aspecte relativament simple. En la primera tècnica sobresurt l'àlbum El petit blau i el petit groc, una història sense paraules que narra amb gran força i contundència el tema del racisme. Altres obres destacables són Frederick, Neda que Neda i El somni d'en Mateu, un àlbum per iniciar el públic infantil en l'educació estètica i en la interpretació de les formes i els colors. A través d'una història propera i plena de fantasia i amb unes il·lustracions descriptives de gran riquesa cromàtica, l'autor compartix amb els joves lectors les seves dues grans passions: l'art i la música.
L'experta en literatura infantil Ana Garralón ha escrit sobre ell: "En tots els seus llibres, Lionni crea petites i importants faules que alliçonen sobre la vida, però no per moralitzar, sinó per permetre al nen retrobar-se amb el seu propi món i oferir-li una alternativa segura".
L'any 1988 va publicar la seva autobiografia, Between Worlds: the autobiography of Leo Lionni.

### Obres traduïdes al castellà
- Pequeño Azul y Pequeño Amarillo (Little Blue and Little Yellow, 1959)
- Paso a paso (Inch by Inch, 1961)
- Frederick (Frederick, 1963)
- Nadarín (Swimmy, 1963)
- La casa más grande del mundo (The Biggest House in the World, 1968)
- Álex y el ratón de cuerda (Alexander and the Wind-up Mouse, 1969)
- Cornelio (Cornelius, 1983)
- El sueño de Matías (Matthews Dream, 1991)
- Una piedra extraodinaria (An Extraordinary Egg, 1994)
- Entre mundos. Una autobiografía (Between Worlds: The Autobiography of Leo Lionni, 1997)

També va il·lustrar contes escrits per altres autors, com el cas de Colores i Números, d'Antonio Rubio.

### Obres traduïdes al català
- Frederick (Kalandraka, 2005)
- Neda-que-neda (Kalandraka, 2007)
- El somni d'en Mateu (Kalandraka, 2013)
- El petit blau i el petit groc (Kalandraka, 2013)
- La casa més gran del món (Kalandraka, 2013)[6][7]
- L'Àlex i el ratolí de corda (Kalandraka, 2019)
- Pam a pam (Kalandraka, 2018)
- En Cornèlius (Kalandraka, 2019)